# 1051 هـ
1051 هـ هي سنة في التقويم الهجري امتدت مقابلةً في التقويم الميلادي بين سنتي 1641 و1642.

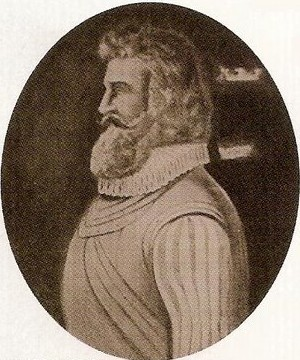
بيدرو تكسيرا

## وفيات
- البهوتي
- بيدرو تكسيرا
- محمد بن أحمد العياشي، مجاهد مغربي.